# لیندن چیلز
لیندن چیلز (انگلیسی: Linden Chiles; ۲۲ مارس ۱۹۳۳ – ۱۵ مهٔ ۲۰۱۳) یک هنرپیشه اهل ایالات متحده آمریکا بود. وی بین سال‌های ۱۹۵۴ تا ۲۰۱۳ میلادی فعالیت می‌کرد.
از فیلم‌ها یا برنامه‌های تلویزیونی که وی در آن نقش داشته‌است می‌توان به پرواز به خانه، مارنی، کنترپوان، ماجرای مرموز و پرالتهاب، بست و جاده به پالوما اشاره کرد.